# НК ГОШК Габела
ГОШК (на сръбски: Габеоски омладински шпортски клуб) е босненски футболен клуб от град Габела. Основан е от хървати през 1919 г. Домакинските си мачове отборът провежда на стадион „Подавала“, с капацитет 2000 зрители. Участва във Висшата лига на Босна и Херцеговина.

## Успехи
- Първа лига
  -  Шампион (1): 2010/11

## Известни футболисти
- Андрия Анкович
- Никица Елавич

## Известни треньори
- Миломир Одович
- Дарко Дражич
- Иван Каталинич